# Ilex macropoda
Ilex macropoda är en järneksväxtart som beskrevs av Friedrich Anton Wilhelm Miquel. Ilex macropoda ingår i släktet järnekar, och familjen järneksväxter. Inga underarter finns listade i Catalogue of Life.

## Bildgalleri

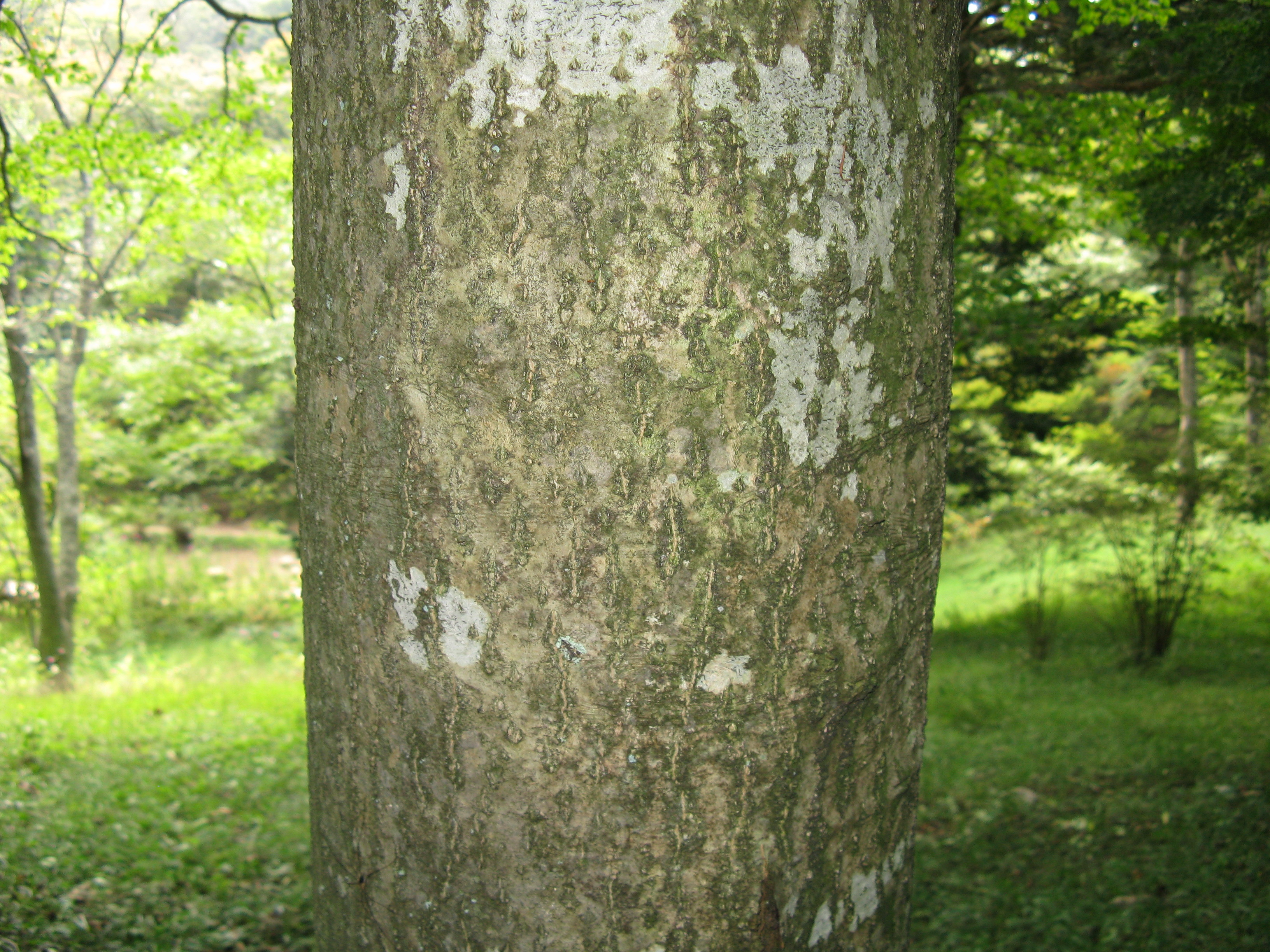